# Аргаєво
Арга́єво (рос. Аргаево, марій. Аргасола) — присілок у складі Гірськомарійського району Марій Ел, Росія. Входить до складу Виловатовського сільського поселення.

## Населення
Населення — 58 осіб (2010; 68 у 2002).
Національний склад (станом на 2002 рік):
- гірські марійці — 100 %